# Eutrichillum hystrix
Eutrichillum hystrix är en skalbaggsart som beskrevs av Gilbert John Arrow 1931. Eutrichillum hystrix ingår i släktet Eutrichillum och familjen bladhorningar. Inga underarter finns listade i Catalogue of Life.